# 伊奇烏魯圖納山
12°51′05″S 75°24′41″W / 12.85139°S 75.41139°W
伊奇烏魯圖納山（Ichhu Rutuna），是秘魯的山峰，位於該國中南部萬卡韋利卡大區，由丘帕馬爾卡區和奧拉瓦區負責管轄，屬於瓊塔山脈的一部分，海拔高度5,000米。